# 옥타나이트로큐베인
옥타나이트로큐베인(octanitrocubane, 화학식: C8(NO2)8), 또는 옥타니트로쿠반은 큐베인의 나이트로 화합물이며 폭약의 일종이다. 1999년에 큐베인을 처음으로 합성한 필립 이튼(Philip Eaton)과 Mao Xi Zhang이 미국 해군 연구소의 협력으로 시카고 대학에서 합성에 성공하였다.
연구소에서 소량 제조하여 폭약으로서의 성능은 자세하게 밝혀져 있지 않으나 옥토겐(HMX)에 비해서 20~25% 더 성능이 높다고 알려져 있다.
폭약으로 제조할 때 너무 비용이 많이 들어 그램 단가가 순금과 같은 수준이라고 한다. 실용적인 현대의 폭약으로 가장 성능이 높다고 여기는 HNIW와 비교하여 특별히 뛰어난 점이 없어서 실용화하고 있지는 않다. RE 계수는 2.7이다.

## 성질
옥타나이트로큐베인은 폭발할 때에 부피가 약 1,200배 팽창하며 약 800 kcal/mol의 에너지를 방출한 뒤 8몰의 CO2와 4몰의 N2를 만들어낸다. 실용성은 없지만 합성에 성공한 물질중 이론상 가장 센 폭약이다.

## 같이 보기
- 헵타나이트로큐베인

## 참조
1. ↑  
Mao-Xi Zhang, Philip E. Eaton, Richard Gilardi (2000). “Hepta- and Octanitrocubanes”. 《Angewandte Chemie International Edition》 39 (2): 401–404. doi:10.1002/(SICI)1521-3773(20000117)39:2<401::AID-ANIE401>3.0.CO;2-P.
2. ↑  
Philip E. Eaton, Mao-Xi Zhang, Richard Gilardi, Nat Gelber, Sury Iyer, Rao Surapaneni (2001). “Octanitrocubane: A New Nitrocarbon”. 《Propellants, Explosives, Pyrotechnics》 27 (1): 1 – 6. doi:10.1002/1521-4087(200203)27:1<1::AID-PREP1>3.0.CO;2-6.